# Fernando González
Fernando Francisco González Ciuffardi (* 29. července 1980 Santiago de Chile) je bývalý chilský profesionální tenista. K jeho největším úspěchům patří bronzová medaile v jednotlivcích a zlatá v deblu (spolu s Massúem) z Letních olympijských her v Aténách. Na LOH 2008 v Pekingu získal stříbrnou medaili ve dvouhře, když ve finále tenisového turnaje prohrál s Rafaelem Nadalem. Při zahajovacím ceremoniálu byl vlajkonošem chilské výpravy.
Vyznačoval se velmi riskantní hrou. Poprvé na sebe významně upoutal pozornost v roce 2004 na OH v Aténách, když spolu s Massuem vyhráli čtyřhru a sám González obsadil ještě třetí místo v singlu po obrovské bitvě s Američanem Taylorem Dentem, který vyřadil mj. i našeho Berdycha. Největšího úspěchu na grandslamových turnajích dosáhl na Australian Open v roce 2007, kdy došel až do finále, kde ale narazil na fenomenálního Rogera Federera.
22. března 2012 ukončil kariéru poté, co ho v 1. kole turnaje Masters v Miami vyřadil Francouz Nicolas Mahut.

## Finálová utkání na turnajích Grand Slamu (1)

### Finalista (1)
| Rok  | Turnaj          | Vítěz         | Výsledek       |
| 2007 | Australian Open | Roger Federer | 6–72, 4–6, 4–6 |

## Finálové účasti na turnajích ATP World Tour (26)

### Dvouhra - výhry (11)
| Legenda                                                   |
| ATP International Series / ATP World Tour 250 Series (11) |

| Č.  | Datum             | Turnaj                 | Povrch  | Soupeř ve finále | Výsledek             |
| 1.  | 7. květen 2000    | Orlando, USA           | antuka  | Nicolás Massú    | 6-2, 6-3             |
| 2.  | 17. únor 2002     | Viña del Mar, Chile    | antuka  | Nicolás Lapentti | 6-3, 6-75, 7-64      |
| 3.  | 29. září 2002     | Palermo, Itálie        | antuka  | José Acasuso     | 5-7, 6-3, 6-1        |
| 4.  | 15. únor 2004     | Viña del Mar, Chile    | antuka  | Gustavo Kuerten  | 7-5, 6-4             |
| 5.  | 16. leden 2005    | Auckland, Nový Zéland  | tvrdý   | Olivier Rochus   | 6-4, 6-2             |
| 6.  | 24. červenec 2005 | Amersfoort, Nizozemsko | antuka  | Agustín Calleri  | 7-5, 6-3             |
| 7.  | 30. říjen 2005    | Basilej, Švýcarsko     | koberec | Marcos Baghdatis | 6-710, 6-3, 7-5, 6-4 |
| 8.  | 16. září 2007     | Peking, Čína           | tvrdý   | Tommy Robredo    | 6-1, 3-6, 6-1        |
| 9.  | 3. únor 2008      | Viña del Mar, Chile    | antuka  | Juan Mónaco      | bez boje             |
| 10. | 4. květen 2008    | Mnichov, Německo       | antuka  | Simone Bolelli   | 7-64, 6-74, 6-3      |
| 11. | 8. únor 2009      | Viña del Mar, Chile    | antuka  | José Acasuso     | 6-1, 6-3             |

### Dvouhra - prohry (11)
| Legenda                                                       |
| Grand Slam (1)                                                |
| Olympijské stříbro (1)                                        |
| ATP Masters Series / ATP World Tour Masters 1000 (2)          |
| ATP International Series Gold / ATP World Tour 500 Series (1) |
| ATP International Series / ATP World Tour 250 Series (6)      |

| Č.  | Datum             | Turnaj                     | Povrch  | Soupeř ve finále | Výsledek       |
| 1.  | 27. říjen 2002    | Basilej, Švýcarsko         | koberec | David Nalbandian | 4-6, 3-6, 2-6  |
| 2.  | 3. srpen 2003     | Washington, USA            | tvrdý   | Tim Henman       | 3-6, 4-6       |
| 3.  | 5. říjen 2003     | Metz, Francie              | tvrdý   | Arnaud Clément   | 3-6, 6-1, 3-6  |
| 4.  | 18. červenec 2004 | Amersfoort, Nizozemsko     | antuka  | Martin Verkerk   | 6-75, 6-4, 4-6 |
| 5.  | 6. únor 2005      | Viña del Mar, Chile        | antuka  | Gastón Gaudio    | 3-6, 4-6       |
| 6.  | 15. říjen 2006    | Vídeň, Rakousko            | tvrdý   | Ivan Ljubičić    | 3-6, 4-6, 5-7  |
| 7.  | 22. říjen 2006    | Madrid, Španělsko          | tvrdý   | Roger Federer    | 5-7, 1-6, 0-6  |
| 8.  | 29. říjen 2006    | Basilej, Švýcarsko         | koberec | Roger Federer    | 3-6, 2-6, 6-73 |
| 9.  | 28. leden 2007    | Australian Open, Austrálie | tvrdý   | Roger Federer    | 6-72, 4-6, 4-6 |
| 10. | 13. květen 2007   | Řím, Itálie                | antuka  | Rafael Nadal     | 2-6, 2-6       |
| 11. | 17. srpen 2008    | LOH Peking, Čína           | tvrdý   | Rafael Nadal     | 3-6, 6-72, 3-6 |

### Čtyřhra - výhry (3)
| Legenda                                                  |
| Olympijský vítěz (1)                                     |
| ATP International Series / ATP World Tour 250 Series (2) |

| Č. | Datum          | Turnaj              | Povrch  | Partner          | Soupeři ve finále               | Výsledek                 |
| 1. | 22. srpen 2004 | LOH Atény, Řecko    | tvrdý   | Nicolás Massú    | Nicolas Kiefer Rainer Schüttler | 6-2, 4-6, 3-6, 7-67, 6-4 |
| 2. | 10. duben 2005 | Valencie, Španělsko | antuka  | Martin Rodriguez | Lucas Arnold Ker Mariano Hood   | 6-4, 6-4                 |
| 3. | 30. říjen 2005 | Basilej, Švýcarsko  | koberec | Agustín Calleri  | Stephen Huss Wesley Moodie      | 7-5, 7-5                 |

### Čtyřhra - prohry (1)
| Legenda                                                  |
| ATP International Series / ATP World Tour 250 Series (1) |

| Č. | Datum             | Turnaj                 | Povrch | Partner       | Soupeři ve finále        | Výsledek |
| 1. | 24. červenec 2005 | Amersfoort, Nizozemsko | antuka | Nicolás Massú | Martín García Luis Horna | 4-6, 4-6 |

## Davisův pohár
Fernando González se zúčastnil 21 zápasů v Davisově poháru za tým Chile s bilancí 18-6 ve dvouhře a 11-6 ve čtyřhře.

## Postavení na žebříčku ATP na konci sezóny

### Dvouhra
| Rok    | 1997  | 1998   | 1999   | 2000   | 2001   | 2002  | 2003  | 2004  | 2005  | 2006  | 2007 | 2008  | 2009  |
| Pořadí | 1343. | ▲ 714. | ▲ 364. | ▲ 115. | ▼ 135. | ▲ 18. | ▼ 35. | ▲ 23. | ▲ 11. | ▲ 10. | ▲ 7. | ▼ 15. | ▲ 11. |

### Čtyřhra
| Rok    | 1997  | 1998   | 1999   | 2000   | 2001   | 2002   | 2003   | 2004  | 2005  | 2006  | 2007   | 2008   | 2009  |
| Pořadí | 1277. | ▲ 770. | ▲ 553. | ▲ 362. | ▼ 649. | ▲ 231. | ▲ 128. | ▲ 66. | ▲ 25. | ▼ 95. | ▼ 102. | ▼ 296. | ▲ 91. |